# Веселівська волость (Мелітопольський повіт)
Веселівська волость — адміністративно-територіальна одиниця Мелітопольського повіту Таврійської губернії.
Станом на 1886 рік — складалася з 4 поселень, 4 сільських громад. Населення — 7867 особи (3946 осіб чоловічої статі та 3921 — жіночої), 1147 дворових господарств.
|                     | Площа, десятин | У тому числі орної, десятин |
| ------------------- | -------------- | --------------------------- |
| Сільських громад    | 28526          | 23094                       |
| Приватної власності | 59942          | 12404                       |
| Казенної власності  | —              | —                           |
| Іншої власності     | 380            | 380                         |
| Загалом             | 88848          | 35878                       |

Поселення волості:
- Веселе — село при колодязях та озері за 37 версти від повітового міста, 4312 осіб, 672 дворів, 2 православні церкви, школа, 8 лавок, 2 бондарні, колісний завод, різниця, 3 горілчаних склади, 2 ярмарки, базар по четвергах. За 8 верст — цегельний завод. За 20 версти — молитовний будинок, школа. За 25 версти — молитовний будинок, школа.
- Гаврилівка (д. Довгий Под) — село при ярі Довгий Под, 1414 осіб, 190 дворів, православна церква, лавка.
- Менчикури (д. Конотопка) — село при колодязях, 1535 осіб, 187 дворів, православна церква, школа, 2 лавка, бондарня, базар по четвергах.
- Підскошене (д. Підскошино) — село при колодязях, 586 осіб, 98 дворів, молитовний будинок.